# Elecciones estatales de Zacatecas de 2013
Las elecciones estatales de Zacatecas de 2013 se celebrarán el domingo 7 de julio de 2013, y en ellas serán renovados los siguientes cargos de elección popular, en el estado mexicano de Zacatecas:
- 58 ayuntamientos compuestos por un Presidente Municipal y regidores, electos para un periodo de tres años no reelegibles para el periodo inmediato.
- 30 Diputados al Congreso del Estado: 18 electos por mayoría relativa en cada uno de los Distrito Electorales y 12 electos por el principio de representación proporcional.

## Resultados electorales

### Ayuntamientos
| Partido/Coalición | Partido/Coalición                    | Municipios | Municipios |
| ----------------- | ------------------------------------ | ---------- | ---------- |
|                   | “Rescatemos Zacatecas”               | 15         |            |
|                   | Partido Revolucionario Institucional | 35         |            |
|                   | Partido Verde Ecologista de México   | 4          |            |
|                   | Partido del Trabajo                  | 2          |            |
|                   | Movimiento Ciudadano                 | 0          |            |
|                   | Nueva Alianza                        | 0          |            |

#### Ayuntamiento deZacatecas
|  | 14.7 % |

|  | 35.5 % |

|  | 31.3 % |

|  | 3.4 % |

|  | 3.7 % |

|  | 1.7 % |

|  | 4.7 % |

#### Ayuntamiento deFresnillo
|  | 3.7 % |

|  | 47.1 % |

|  | 2.5 % |

|  | 42.3 % |

|  | 0.2 % |

|  | 0.8 % |

#### Ayuntamiento deGuadalupe
|  | 23.8 % |

|  | 43.4 % |

|  | 8.2 % |

|  | 3 % |

|  | 12.9 % |

|  | 3 % |

#### Ayuntamiento deJerez
|  | 37.8 % |

|  | 28.6 % |

|  | 21.7 % |

|  | 3 % |

|  | 2.7 % |

|  | 1.5 % |

#### Ayuntamiento deSombrerete
|  | 34.29 % |

|  | 34.13 % |

|  | 4.68 % |

|  | 1.2 % |

|  | 0.61 % |

|  | 11.9 % |

|  | 2.49 % |

|  | 6.1 % |

#### Ayuntamiento deRío Grande
|  | 28.562 % |

|  | 48.151 % |

|  | 5.409 % |

|  | 8.851 % |

|  | 2.425 % |

|  | 2.343 % |

### Diputados
| Partido/Coalición | Partido/Coalición                    | Mayoría relativa | Proporcional | Total |
| ----------------- | ------------------------------------ | ---------------- | ------------ | ----- |
|                   | Alianza Rescatemos Zacatecas         | 4                | 4            | 8     |
|                   | Partido Revolucionario Institucional | 13               | 1            | 14    |
|                   | Partido del Trabajo                  | 1                | 3            | 4     |
|                   | Partido Verde Ecologista de México   | 0                | 2            | 2     |
|                   | Nueva Alianza                        | 0                | 1            | 1     |
|                   | Movimiento Ciudadano                 | 0                | 1            | 1     |

#### Diputados Electos por Mayoría Relativa
| Distrito | Partido/Coalición | Candidato Electo                  |
| -------- | ----------------- | --------------------------------- |
| I        |                   | Hector Pastor Alvarado            |
| II       |                   | Claudia Anaya Mota                |
| III      |                   | Rafael Gutierrez Martinez         |
| IV       |                   | Araceli Guerrero Esquivel         |
| V        |                   | Cliserio del Real Hernandez       |
| VI       |                   | Felipe de Jesús Rivera Rod'riguez |
| VII      |                   | Ismael Solis Mares                |
| VIII     |                   | Jose Haro de la Torre             |
| IX       |                   | Jose Luis Figueroa Rangel         |
| X        |                   | Ivan de Santiago Beltran          |
| XI       |                   | Javier Torres Rodríguez           |
| XII      |                   | Luz Margarita Chaves Garcia       |
| XIII     |                   | Irene Buendia Balderas            |
| XIV      |                   | Hilda Ramos Martinez              |
| XV       |                   | Mario Cervantes Gonzalez          |
| XVI      |                   | Erica Velazquez Vacio             |
| XVII     |                   | Carlos Pedroza Morales            |
| XVIII    |                   | Juan Carlos Regis Adame           |

#### Diputados Electos proporcionalmente
| Distrito | Partido/Coalición | Diputado electo            |
| -------- | ----------------- | -------------------------- |
| I        |                   | Luis Acosta Jaime          |
| II       |                   | Ma. Guadalupe Medina       |
| III      |                   | Rafael Hurtado Bueno       |
| IV       |                   | Rafael Flores Mendoza      |
| V        |                   | Eugenia Flores Hernández   |
| VI       |                   | Alfredo Femat Bañuelos     |
| VII      |                   | Soledad Luévano Cantú      |
| VIII     |                   | Guadalupe Hernandez Rios   |
| IX       |                   | Cuauhtemos Calderon Galvan |
| X        |                   | Susana Rodríguez Márquez   |
| XI       |                   | Cesar Deras Almodova       |
| XII      |                   | Ma. Elena Nava Martínez    |